# 阿韦萨梅斯
阿韦萨梅斯，是西班牙卡斯蒂利亚-莱昂萨莫拉省的一个市镇。总面积23平方公里，2001年总人口104人，人口密度5人/平方公里。